# Francesco Maggini
Francesco Maggini (Empoli, 5 gennaio 1886 – Firenze, 1º marzo 1964) è stato un filologo e critico letterario italiano.

## Biografia
Studiò nell'Istituto di studi superiori di Firenze, dove fu allievo di maestri come Ernesto Giacomo Parodi (che lo prese subito in grande simpatia), Guido Mazzoni, Pio Rajna. Nel 1909 si laureò in lettere e insegnò a lungo nelle scuole medie e nei licei classici fiorentini. Nell'università di Firenze fu inizialmente lettore di lingua e letteratura italiana. Nel 1937 divenne docente straordinario di letteratura italiana nell'università cattolica "Sacro Cuore" di Milano. L'anno successivo fu trasferito alla facoltà di Magistero di Firenze, dove prestò servizio come professore ordinario fino al 1961, anno del suo collocamento a riposo.
Fu consigliere e commissario straordinario della Società dantesca italiana e accademico a vita della Crusca.
Della sua rigorosa formazione filologica diede prova con una serie di studi ed edizioni critiche, come lo studio su La Rettorica di Brunetto Latini (1912), che Francesco Mazzoni definì «un documento capitale per lo studio della nostra tradizione letteraria» e come le edizioni alfieriane delle Tragedie e delle Commedie, tra il 1925 e il 1928. D'importanza notevole fu anche la sua attività critica, con analisi che spaziano nei vari secoli della nostra storia letteraria, da Boccaccio a Foscolo e a Manzoni. Ma l'autore che più di ogni altro occupò l'indagine filologica e l'interpretazione critica del Maggini fu Dante Alighieri..
Dall'Accademia della Crusca ebbe tra l'altro l'incarico di compilare un Vocabolario dantesco. Questo lavoro, mai portato a termine, risulta interrotto alla voce "limitatore". Le relative schede furono peraltro pubblicate nei periodici «Studi danteschi» e «Lingua nostra». Inoltre Maggini collaborò al «Giornale dantesco» e al «Bullettino della Società dantesca italiana». Molte voci bibliografiche per gli «Studi danteschi» furono da lui composte in collaborazione con l'insigne dantista Michele Barbi, divenuto ordinario all'Istituto superiore di Magistero di Firenze. «Iniziò così quella stretta e feconda collaborazione scientifica e accademica»., da cui nacquero tra l'altro gli studi del Maggini sulla Vita nuova e sulle Rime di Dante. Rilevante anche la sua indagine sui Primi volgarizzamenti dei classici latini (1952) e sul loro contributo allo sviluppo della prosa volgare.
Negli ultimi anni il rigore filologico dei suoi studi si aprì ai canoni dell'estetica crociana, «senza però mai scadere nello psicologismo estetizzante». «E non a caso, fra i recenti commenti danteschi, egli singolarmente pregiava, anzi dichiaratamente ammirava, quello di Attilio Momigliano», non senza accenti polemici, come ebbe a sottolineare Giovanni Nencioni.

## Opere
- La «Rettorica» italiana di Brunetto Latini, Firenze, Galletti e Cocci, 1912.
- Ancora a proposito del «Ninfale fiesolano», in «Giornale storico della letteratura italiana», LXI, 1913.
- La «Rettorica» di Brunetto Latini, testo critico a cura di Francesco Maggini, Firenze, Galletti e Cocci, 1915.
- I Fioretti di San Francesco, testo critico a cura di Francesco Maggini, Milano, Vallardi, 1922.
- Manzoni e la tradizione classica, Firenze, Perrella, 1923.
- Opere di Vittorio Alfieri. Tragedie (con studio introduttivo, come le successive edizioni critiche delle opere di Alfieri), Firenze, Felice Le Monnier, 1926.
- Opere di Vittorio Alfieri. Commedie, Firenze, Felice Le Monnier, 1927.
- Opere di Vittorio Alfieri. La Vita, Firenze, Felice Le Monnier, 1928.
- Opere di Vittorio Alfieri. Rime, Firenze, Felice Le Monnier, 1933.
- Introduzione allo studio di Dante, Bari, Laterza, 1936.
- Questioni critiche sulla «Vita nuova» di Dante, in «Annali dell'università cattolica del Sacro Cuore», Milano, 1937.
- Dalle «Rime» alla lirica del «Paradiso» dantesco, Firenze, Felice Le Monnier, 1938.
- Orazioni volgarizzate da Brunetto Latini, in «Giornale storico della letteratura italiana», CXIV, 1939.
- La critica dantesca dal '300 ai giorni nostri, in Questioni e correnti di storia letteraria, Milano, Marzorati, 1948.
- I primi volgarizzamenti dei classici latini, Firenze, Felice Le Monnier, 1952.
- Due letture dantesche inedite e altri scritti poco noti, Firenze, Felice Le Monnier, 1965. (Questa raccolta postuma contiene una completa bibliografia ragionata degli scritti di Francesco Maggini).